# Torre humana de Ateca
La torre humana de Ateca, conocida también como castillo andante de Ateca, es una tradición de este municipio de la provincia de Zaragoza, España. Esta pirámide humana se levanta dos veces al año: el día de la Ascensión y el de San Lorenzo (10 de agosto), patrón del barrio de San Martín de Ateca. Hasta los años 1950 también se erigía el 25 de julio por Santiago el Mayor.
Coincidiendo con cada una de estas festividades, tiene lugar una romería a la ermita, ya sea la de la Ascensión o la de San Lorenzo. Tras celebrarse una misa, los miembros de la cofradía construyen una torre humana de tres pisos, que al ritmo de la música de la charanga da una vuelta a la ermita. Finalizado el recorrido, el abanderado, en el piso superior, bandea el estandarte de la cofradía. Posteriormente, la romería regresa al casco urbano, donde se reconstruye el castillo humano andante, para recorrer las calles del municipio. En el caso de la Ascensión, se recorre la calle Areal Bajo desde el arco de San Miguel hasta la plaza de España y por San Lorenzo la torre camina de la plaza Joaquín Costa a la de los Templarios. En ambos casos la fiesta termina nuevamente ondeando el pendón.